# Will Eisner
Will Eisner, vlastním jménem William Ervin Eisner (6. března 1917, New York – 3. ledna 2005, Fort Lauderdale), byl americký kreslíř a karikaturista, zakladatel kresleného seriálu The Spirit (Duch) a autor několika kreslených románů.

## Život
Sepsal odborná díla Comics and Sequential Art a Graphic Storytelling and Visual Narrative. Pedagogicky působil na School of Visual Arts v New Yorku, kde vyučoval karikaturistiku. Jeho umělecký vývoj odráží vnímání Židů, cizinců a barevných spoluobčanů běžnými Američany. Zpočátku tomuto stereotypnímu vkusu podléhal a zpodobňoval tyto lidi jako směšné figurky. Po roce 1947 opouští tato schémata a začíná se zabývat způsobem, jak změnit názory lidí a proto sleduje i (převážně sociální) důvody odlišného způsobu života společensky marginalizovaných skupin. V komiksovém díle Žid Fagin (česky v nakladatelství Netopejr roku 2007) popisuje fiktivní život této literární postavy z Dickensova díla Oliver Twist a ukazuje marný boj s předsudky společnosti, který nakonec zavedl tuto postavu do role školitele zlodějíčků a vykořisťovatele dětí z tzv. spodiny společnosti.
Na seriálu Duch s ním spolupracoval Gene Bilbrew.